# Kaori Muraji
Kaori Muraji (村治佳織?, Muraji Kaori; 14 aprile 1978) è una chitarrista giapponese di musica classica.
È la prima artista giapponese ad aver firmato un contratto internazionale in esclusiva con la Decca.

## Biografia
Muraji proviene da una famiglia di musicisti, all'età di tre anni ha ricevuto dal padre le sue prime lezioni di chitarra.

## Carriera
All'inizio degli anni 1990 ha vinto diversi concorsi di chitarra in Giappone e nel 1993 ha tenuto il suo primo concerto pubblico alla Tsuda Hall di Tokyo. Nello stesso anno pubblica Espressivo, il suo primo album, in seguito debutta con la Japan Philharmonic Orchestra. Nel 1997 si trasferisce in Europa per studiare con Alberto Ponce all'École Normale de Musique de Paris di Parigi.
Dopo la laurea nel 1999 è tornata in Giappone. Dal 2000 tiene concerti in tutto il mondo e dal 2003 registra con la Decca Records.

## Discografia

### Con l'etichetta Victor Entertainment
- 1993: Espressivo
- 1995: Green Sleeves
- 1996: Sinfonia
- 1997: Pastorale
- 1998: Cavatina
- 2000: Concierto De Aranjuez
- 2002: Resplendor de La Guitarra
- 2004: La Estella
- 2005: Spain

### Con l'etichetta Decca Music Group
- 2004: Transformation
- 2005: Lumière
- 2006: Lyre & Sonnet
- 2007: Amanda
- 2008: Kaori Muraji plays Bach
- 2008: Viva! Rodrigo
- 2009: Portrait
- 2010: Portrait 2 (settembre 2010)

### DVD
- 2001: Contraste
- 2006: Costa Rica
- 2007: Tres